# 血肉之戰
血肉之戰（英語：Flesh and Blood）是一款交換卡片遊戲，由位於紐西蘭奧克蘭的獨立設計工作室——傳奇故事工作室（Legend Story Studios，LSS）發行。該工作室的核心使命是「透過遊玩優良遊戲的共同語言，將人們血肉相連。」LSS旨在為本地遊戲商店創造價值，期望這些商店的子孫後代將自家店鋪繼續傳承下去。該遊戲強調面對面玩法，透過將玩家帶回到坐在對手對面的桌子上，以抗衡線上CCG遊戲（可蒐集卡片遊戲）的趨勢。
在台灣，血肉之戰由Legendary Games Distribution公司代理。

## 歷史
血肉之戰在正式發布的七年前開發，遠早於工作室正式成立或遊戲定名之前。2018年12月，血肉之戰首次對外發表時，傳奇故事工作室（簡稱LSS）僅以六人組成、在一間單間公寓中運營。2019年8月31日，120名玩家齊聚紐西蘭奧克蘭的一家遊戲店，參加血肉之戰的世界首發活動。該賽事使用專為新玩家的首次遊戲體驗而設計的進行，同時在遊戲商店中用於向新玩家傳授血肉之戰的基礎知識。
2019年10月11日，LSS在美國、澳大利亞和紐西蘭發行了血肉之戰的第一套補充包，商品直接從工作室分發到當地的遊戲商店，當時團隊只有七名員工。首場正式獎金比賽於2019年10月27日舉行。

## 外部連結
- 官方网站